# Aeropuerto de Jaqué
El aeropuerto de Jaque (IATA: MPP) se encuentra en la provincia de la provincia de Darién, al sureste de Panamá, a 220 km de la Ciudad de Panamá, la capital del país. El aeropuerto se encuentra a 11 metros sobre el nivel del mar.
El terreno que lo rodea es montañoso al noreste, pero al noroeste es plano. Al suroeste, linda con el mar. La ciudad más grande más cercana es Jaqué a 0,69 km al oeste del aeropuerto.
El aeropuerto tiene 4350 pies de pista de césped hasta algún momento después de 2003, cuando la rampa y aproximadamente 850 metros (2790 pies) de la pista estaban pavimentados con concreto. La aproximación y salida al noroeste cruzará el río Jaqué. Hay colinas distantes a lo largo de la costa al noroeste y sureste del aeropuerto. 
El VOR de La Palma (Ident: PML) está ubicado a 53,4 millas náuticas (99 km) al norte del aeropuerto.

## Aerolíneas y destinos
| Aerolíneas | Destino                |
| ---------- | ---------------------- |
| Air Panama | Ciudad de Panamá-Jaqué |